# Морозов, Дмитрий Петрович
Дмитрий Петрович Морозов (1896—1963) — советский и российский учёный, доктор технических наук, профессор.

## Биография
Родился в 1896 году.
В 1919 году окончил МВТУ им. Баумана по специальности машиностроение, и с 1930 года работал в Московском энергетическом институте, где читал лекции на кафедре электропривода. В 1938 году ему была присвоена ученая степень кандидата технических наук, а в 1944 году он защитил докторскую диссертацию.
Дмитрий Морозов работал в период становления в СССР прокатного производства при недостаче в стране научной базы по электроприводам прокатных станов; он предложил методы исследования и расчета переходных процессов пуска, реверса и торможения в них, что нашло применение в работах электротехнических проектных и научно-исследовательских организаций. Им основательно были изучены вопросы, связанные с изменением натяжения металла при прокатке. Также широко известны результаты его исследований асинхронных электроприводов при включении в цепь ротора или статора выпрямительных трехфазных мостов.
Научную и исследовательскую деятельность Морозов сочетал с практической по развитию электроприводов прокатных станов, выполняя работы по совершенствованию электроприводов блюмингов Кузнецкого и Магнитогорского металлургических комбинатов, был консультантом в Центральном конструкторском бюро металлургического машиностроения и Центральном конструкторском бюро «Электропривод».
Также Дмитрий Петрович участвовал в подготовке в МЭИ инженерно-педагогических кадров — читал лекции, публиковал труды, включающие учебники и монографии. Его книга «Теория электропривода и автоматика реверсивных прокатных станов» (1949) стала классическим трудом долго оставалась настольной книгой специалистов. Популярностью пользовался его учебник «Основы электропривода», изданный в 1950 году. Одним из итогов деятельности профессора Д. П. Морозова стало также создание научной школы по электроприводу прокатных станов. В числе его учеников, ставших  видными учеными, были профессора Н. Н. Дружинин, О. В. Слежановский, А. С. Филатов и многие другие.
Умер в 1963 году в Москве. Похоронен на Введенском кладбище (17 уч.).